# Tilda Thamar
Tilda Thamar (née Matilde Sofía Margarita Abrecht Nichoerster) est une actrice d'origine argentine née à Urdinarrain (es) (Entre Ríos, Argentine) le 7 décembre 1921 et morte à Clermont-en-Argonne (Meuse) le 12 avril 1989.

## Biographie
Dans son pays natal, Tilda Thamar suit des cours de dessin, puis a l'occasion de devenir actrice. Elle devient populaire, jouant dans une vingtaine de films de 1941 à 1948. Elle vient ensuite en France et joue notamment dans L'Ange rouge (sorti en 1949) avec Paul Meurisse. Elle  est également mise à contribution par des réalisateurs britanniques et espagnols..
En 1956, elle devint l'épouse d'un peintre espagnol, Alejo Vidal-Quadras, et se remet au dessin et à la peinture. Elle est morte dans un accident de voiture le 12 avril 1989 à Clermont-en-Argonne.

## Filmographie

### Actrice de cinéma
- 1936 : Don Quijote del altillo (es) de Manuel Romero
- 1937 : Melgarejo (es) de Luis Moglia Barth
- 1937 : ¡Segundos afuera! (película) (es) de Israel Chas de Cruz (es) et Alberto Etchebehere (es)
- 1937 : El Nahuel Huapi y su región (es) d'Emilio W. Werner
- 1937 : Tigre, court métrage d'Emilio W. Werner
- 1939 : El Loco Serenata (es) de Luis Saslavsky
- 1940 : Encadenado (es) de Enrique de Rosas (es)
- 1940 : Dama de compañía (es) de Alberto de Zavalía (es)
- 1941 : Ceniza al viento (es) de Luis Saslavsky
- 1941 : Delirio (es) d'Arturo García Buhr (es)
- 1942 : El pijama de Adán (es) de Francisco Mugica
- 1942 : Adolescencia (es) de Francisco Mugica
- 1943 : El espejo (es) de Francisco Mugica
- 1943 : Un homme avec un grand H (es) (Todo un hombre) de Pierre Chenal
- 1944 : El muerto falta a la cita (es) de Pierre Chenal
- 1944 : La P'tite Femme du Moulin-Rouge (es) (La casta Susana) de Benito Perojo
- 1945 : Despertar a la vida (es), de Mario Soffici
- 1945 : La señora de Pérez se divorcia (es) de Carlos Hugo Christensen
- 1946 : No salgas esta noche (es) de Luis Bayón Herrera et Arturo García Buhr (es)
- 1946 : Adán y la serpiente (es) de Carlos Hugo Christensen
- 1946 : Un modelo de París (es) de Luis Bayón Herrera
- 1947 : La hostería del Caballito Blanco (es) de Benito Perojo
- 1948 : Novio, marido y amante (es) de Mario C. Lugones (es)
- 1949 : L'Ange rouge de Jacques Daniel-Norman
- 1949 : Ronde de nuit de François Campaux
- 1950 : Porte d'Orient de Jacques Daroy
- 1950 : Sérénade au bourreau de Jean Stelli
- 1950 : Amour et Compagnie de Gilles Grangier
- 1951 : Massacre en dentelles d'André Hunebelle
- 1951 : Bouquet de joie de Maurice Cam
- 1951 : La Femme à l'orchidée de Raymond Leboursier
- 1952 : La Caraque blonde de Jacqueline Audry
- 1952 : El cerco del diablo (es) de Antonio del Amo et Edgar Neville
- 1953 : La mujer desnuda (es) d'Ernesto Arancibia (es)
- 1953 : Légion étrangère (Legione staniera) de Basilio Franchina (it)
- 1953 : Monsieur Scrupule gangster de Jacques Daroy
- 1953 : Muß man sich gleich scheiden lassen? (de) de Hans Schweikart
- 1954 : Sœur Angelica (Sor Angélica) de Joaquín Luis Romero Marchent
- 1955 : El festín de Satanás (es) de Ralph Pappier
- 1955 : Huyendo de si mismo de Juan Fortuny
- 1955 : The Master Plan (en) de Cy Endfield
- 1955 : La dama del millón (es) d'Enrique Cahen Salaberry (es)
- 1956 : L'Aventurière des Champs-Élysées de Roger Blanc
- 1956 : Paris canaille de Pierre Gaspard-Huit
- 1956 : Les Pépées au service secret de Raoul André
- 1956 : Paris, Palace Hôtel de Henri Verneuil
- 1956 : Le Chanteur de Mexico (El cantor de Mexico) de Richard Pottier
- 1957 : Une nuit au Moulin-Rouge de Jean-Claude Roy
- 1957 : Les Fanatiques d'Alex Joffé
- 1957 : Incognito de Patrice Dally
- 1958 : Chéri, fais-moi peur de Jack Pinoteau
- 1959 : Friends and Neighbours (en) de Gordon Parry
- 1966 : À belles dents de Pierre Gaspard-Huit
- 1966 : Safari diamants de Michel Drach
- 1972 : L'Appel de Tilda Thamar + scénario et production
- 1973 : Un ange au paradis de Jean-Pierre Blanc
- 1987 : Les Prédateurs de la nuit (Los depredadores de la noche) de Jesús Franco

### Réalisatrice, scénariste et productrice
- 1972 : L'Appel

## Théâtre
- 1950 : M’sieur Nanar opérette de Jean-Jacques Vital, Pierre Ferrari et André Hornez, musique Bruno Coquatrix, mise en scène Fred Pasquali, Théâtre de l'Étoile.
- 1957 : Ne faites pas l'enfant de Roger Feral, mise en scène Michel de Ré, Théâtre de l'Ambigu.